# Nia Peeples
Virenia Gwendolyn "Nia" Peeples (10 de diciembre de 1961) es una cantante de R&B y dance y actriz estadounidense. Es conocida por su papel como Nicole Chapman en Fame, the untold story como Catarina (2008). También es conocida por interpretar a Karen Taylor Winters en The Young and the Restless y como Sydney Cooke en Walker, Texas Ranger.

## Primeros años
Peeples nació en Hollywood, California, hija de Elizabeth Joan (nacida Rubic), una bailarina de flamenco, y Robert Eugene Peeples. Fue criada en West Covina. Sus abuelos maternos eran inmigrantes de Filipinas, y tenía ascendencia filipina, española, francesa y alemana. Su padre, quien era natural de Misisipi, tenía ascendencia escocesa, irlandesa, inglesa, nativo americana e italiana.
Estudió en UCLA y mientras tanto, actuaba en Liberace (Las Vegas) los fines de semana.

## Carrera
Peeples empezó su carrera como parte del grupo The Young Americans.

### Música
En 1988 alcanzó el #1 de la lista Hot Dance Club Songs con "Trouble," el cual escaló al #35 en los Hot 100. Su sencillo más exitoso en los Billboard Hot 100 es "Street Of Dreams," el cual alcanzó el #12 en la Billboard Hot 100 en 1991.
Hizo un vídeo musical en 1986 de "All You Can Dream", dirigido por Alan Bloom y conceptualizado por Keith Williams, con el fin de promover los valores de UCLA. Apareció en el vídeo de Prince Raspberry Beret.
El 4 de febrero de 2009, presentó Debbie Allen con un Lifetime Achievement Award en el 10.º Aniversario de The Carnival: Choreographer's Ball.

### Actuación
Notablemente, Peeples interpretó a la estudiante de artes escénicas Nicole Chapman en la exitosa serie de televisión Fame. En 1987 estuvo en la película North Shore como Kiani. Presentó la efímera versión americana de Top of the Pops así como un programa nocturno de música dance llamado The Party Machine with Nia Peeples, y representó a Sydney Cooke en la exitosa serie de la CBS Walker, Texas Ranger entre 1999-2001.
En 2004 Peeples apareció en la cuarta temporada de Andrómeda como Rox Nava, una contrabandista de armas e interesada en el amor.
Nia Peeples se unió al elenco de The Young and the Restless en 2007, interpretando el papel de Karen Taylor, dejándolo en la primavera de 2009. Su última emisión fue en mayo de 2009.
Peeples ha sido parte del elenco de la serie de televisión de 2010 de ABC Family Pretty Little Liars, basada en los libros Pretty Little Liars de Sara Shepard.

## Vida personal
Peeples vive en Malibu, California en una casa en la playa con su marido surfista Sam George, su hijo Christopher (nacido en 1990 con su exmarido Howard Hewitt), y su hija Sienna (nacida en 1998 con su exmarido Lauro Chartrand). Fueron presentados el 7 de julio de 2013, en un episodio de Celebrity Wife Swap, en el que Peeples cambia su lugar con la cantante Tiffany.
Ella también lleva la web de una organización llamada Elements of Life, que fomenta el fitness, la inspiración, cambios para un estilo de vida saludable y el bienestar emocional.

## Discografía

### Álbumes
- Nothin' But Trouble (1988) #97 US[10]
- Nia Peeples (1991)
- Songs of the Cinema (2007)

### Singles
| Año  | Sencillo                           | Posición más alta en las listas de éxitos | Posición más alta en las listas de éxitos | Posición más alta en las listas de éxitos | Posición más alta en las listas de éxitos | Álbum               |
| Año  | Sencillo                           | US                                        | US R&B                                    | US Dan                                    | CAN                                       | Álbum               |
| ---- | ---------------------------------- | ----------------------------------------- | ----------------------------------------- | ----------------------------------------- | ----------------------------------------- | ------------------- |
| 1988 | "Trouble"                          | 35                                        | 71                                        | 1                                         | -                                         | Nothin' But Trouble |
| 1988 | "High Time"                        | -                                         | -                                         | 10                                        | -                                         | Nothin' But Trouble |
| 1989 | "I Know How (To Make You Love Me)" | -                                         | -                                         | 28                                        | -                                         | Nothin' But Trouble |
| 1991 | "Street of Dreams"                 | 12                                        | 73                                        | -                                         | 23                                        | Nia Peeples         |
| 1992 | "Kissing the Wind"                 | 76                                        | -                                         | -                                         | 76                                        | Nia Peeples         |
| 1992 | "Faces of Love"                    | 88                                        | -                                         | -                                         | 59                                        | Nia Peeples         |

## Filmografía
| Película    | Película                                     | Película               | Película                |
| Año         | Película                                     | Papel                  | Notas                   |
| ----------- | -------------------------------------------- | ---------------------- | ----------------------- |
| 1981        | A Single Light                               | Mujer                  | Película de televisión  |
| 1984        | Fame                                         | Nicole                 |                         |
| 1987        | North Shore                                  | Kiani                  |                         |
| 1989        | DeepStar Six                                 | Scarpelli              |                         |
| 1989        | Swimsuit                                     | Maria                  | Película de televisión  |
| 1989        | Nasty Boys                                   | Serena Cruz            | Película de televisión  |
| 1990        | Perry Mason: The Case of the Silenced Singer | Cathy Redding          | Película de televisión  |
| 1992        | I Don't Buy Kisses Anymore                   | Theresa Garabaldi      |                         |
| 1994        | My Name Is Kate                              | Annie                  | Película de televisión  |
| 1994        | Una mujer americana                          | Sasha Townes           | Película de televisión  |
| 1995        | Conducta impropia                            | Bernie                 |                         |
| 1995        | Deadlocked: Escape from Zone 14              | Allie Thompson         | Película de televisión  |
| 1995        | Mr. Stitch                                   | Dra. Elizabeth English | Película de televisión  |
| 1996        | Terminal                                     | Janet Reardon          | Película de televisión  |
| 1996        | Bloodhounds II                               | Nikki Cruise           | Película de televisión  |
| 1997        | Odd Jobs                                     | Assassin               | Película de televisión  |
| 1997        | La torre del terror                          | Jill Perry             | Película de televisión  |
| 1998        | Blues Brothers 2000                          | Lt. Elizondo           |                         |
| 1998        | Poodle Springs                               | Angel                  |                         |
| 1998        | Heroes: The Mystique, the Movies, the Men    | Nia                    |                         |
| 2000        | Alone with a Stranger                        | Beth Jenkins           |                         |
| 2001        | Bruised                                      | Michelle               |                         |
| 2001        | The Riff                                     | Heather Anderson       |                         |
| 2002        | The Chang Family Saves the World             | Pearl Empress          | Película de televisión  |
| 2002        | Half Past Dead                               | 49er Six               |                         |
| 2004        | The Coven                                    | Nia                    | Película de televisión  |
| 2005        | Inside Out                                   | Maria                  |                         |
| 2005        | Sub-Zero                                     | Kelli Paris            |                         |
| 2006        | Alpha Mom                                    | Susan                  | Película de televisión  |
| 2006        | Special Unit                                 | Tara                   | Película de televisión  |
| 2006        | Connors' War                                 | Amanda                 |                         |
| 2009        | Citizen Jane                                 | Evelyn                 | Película de televisión  |
| 2009        | The Outside                                  | Joanne Blakey          |                         |
| 2010        | Firedog                                      | Haley (voz)            |                         |
| 2011        | Batalla en Los Ángeles                       | Capitana Karla Smaith  | Película de televisión  |
| 2012        | Werewolf: The Beast Among Us                 | Vodama                 | Película de televisión  |
| 2012        | Dark Desire                                  | Marta                  | Película de televisión  |
| 2013        | 23 Minutes to sunrise                        | Nia                    | Película de televisión  |
| 2014        | Lap Dance                                    | Kelly                  |                         |
| 2015        | Lavalantula                                  | Olivia West            | Película de televisión  |
| Televisión  |                                              |                        |                         |
| Año         | Título                                       | Papel                  | Notas                   |
| 1981        | The Music Shoppe                             | Darcie                 |                         |
| 1983        | Tales of the Gold Monkey                     | Zita Henriques         | 1 episodio              |
| 1983        | Hardcastle and McCormick                     | Camarera               | 1 episodio              |
| 1983        | Days of Our Lives                            | Mallory                | 3 episodios             |
| 1983 – 1994 | General Hospital                             | Carla Escobar          | 934 episodios           |
| 1983 – 1986 | Fama                                         | Nicole Chapman         | 27 episodios            |
| 1984        | T.J. Hooker                                  | Maria Dominguez        | 1 episodio              |
| 1987        | Top of the Pops                              | Ella misma             | Presentadora            |
| 1989        | Matlock                                      | Morgan Gerard          | 1 episodio              |
| 1989 – 1990 | Nasty Boys                                   | Serena Cruz            | 13 episodios            |
| 1991        | The Party Machine with Nia Peeples           | Ella misma             | Presentadora            |
| 1992        | The New WKRP in Cincinnati                   | Sierra Smith           | 2 episodios             |
| 1993        | Return to Lonesome Dove                      | Agostina Vega          | 4 episodios (Miniserie) |
| 1994        | Highlander: The Series                       | Nefertiri              | 1 episodio              |
| 1994        | Touched by an Angel                          | Angela Evans           | 1 episodio              |
| 1995        | Crazy Love                                   | Nia                    | 1 episodio              |
| 1995        | Marker                                       | Lisa                   | 1 episodio              |
| 1995        | Courthouse                                   | Veronica Gilbert       | 11 episodios            |
| 1997        | Early Edition                                | Hermana Mary           | 1 episodio              |
| 1997        | Crisis Center                                | Lily Gannon            | 5 episodios             |
| 1998        | Real Life                                    | Maya                   | 1 episodio              |
| 1999 – 2001 | Walker, Texas Ranger                         | Sydney Cooke           | 46 episodios            |
| 2004        | Andrómeda                                    | Rox Nava               | 1 episodio              |
| 2004        | The Division                                 | Sandra Prestiss        | 2 episodios             |
| 2005        | Barbershop                                   | Detective Hahanna      | 3 episodios             |
| 2007        | Arwin!                                       | Señorita Hawkhauser    | 1 episodio              |
| 2007 – 2009 | The Young and the Restless                   | Karen Taylor           | 130 episodios           |
| 2010 – 2017 | Pretty Little Liars                          | Pam Fields             | ¿? episodios            |
| 2014        | Longmire                                     | Adele Chapman          | 1 episodio              |